# Nátrium-hipobromit
A nátrium-hipobromit egy szervetlen só, képlete NaOBr. Erős oxidálószer.
Általában a pentahidrátját állítják elő, ennek képlete NaOBr.5H2O.
Sárga vagy akár vörösbarna színe az elemi bróm jelenléttétől származik.
Brómos víz és nátrium-hidroxid oldat reakciójából nyerik
Br2(l,aq) + 2 NaOH(aq) → NaBr(aq) + NaOBr(aq) + H2O(l).
Szerves kémiában 3-aminopiridin előállításához használják.
Hevítve nátrium-bromátra és nátrium-bromidra bomlik.